# シンガポール事件
シンガポール事件（シンガポールじけん）とは1974年1月31日に、日本赤軍とPFLPがシンガポールで起こしたテロ事件。

## 概要

### 石油施設爆破
1974年1月31日に、武装した日本赤軍メンバー2人（和光晴生と山田義昭）とPFLPのメンバー2人の計4名が、シンガポールのブクム島にあるロイヤル・ダッチ・シェルの石油精製施設にボートで上陸し、石油タンクなどの施設をプラスチック爆弾で爆破した。
なおこの理由として、同施設が石油メジャーの経営であることと、ベトナム戦争においてアメリカ軍への石油供給を行っていたことを理由に挙げた。
タンクでは火災が発生したが、すぐに鎮火した。

### シージャック
その後犯人グループは逃亡しようとしたものの失敗し、施設内の従業員移動用ボート「ラジュー号」を乗っ取り、従業員5人を人質に取りシンガポール領海内からの逃亡を画策したものの、シンガポール海軍艦艇や警察の沿岸警備隊に包囲された。
その後警察庁から派遣された佐々淳行らがシンガポール警察との協力の元対処しようとしたが、シンガポール警察はこれを拒否し独自での解決を模索した。
その後シンガポール政府当局や魚本藤吉郎駐シンガポール特命全権大使、エジプト大使などが説得を行い、これに対して犯人グループは、シンガポール航空機による国外への移送を要求した他、イスラム教徒である人質と引き換えに、魚本大使が人質となることを要求したが拒否された。
さらにシンガポール政府当局は、犯人グループの在シンガポール外国大使館経由での亡命を打診したもののこれもまとまらないなど、犯人グループと当局の交渉は進まず膠着状態に陥った。

### 在クウェート日本大使館占拠事件

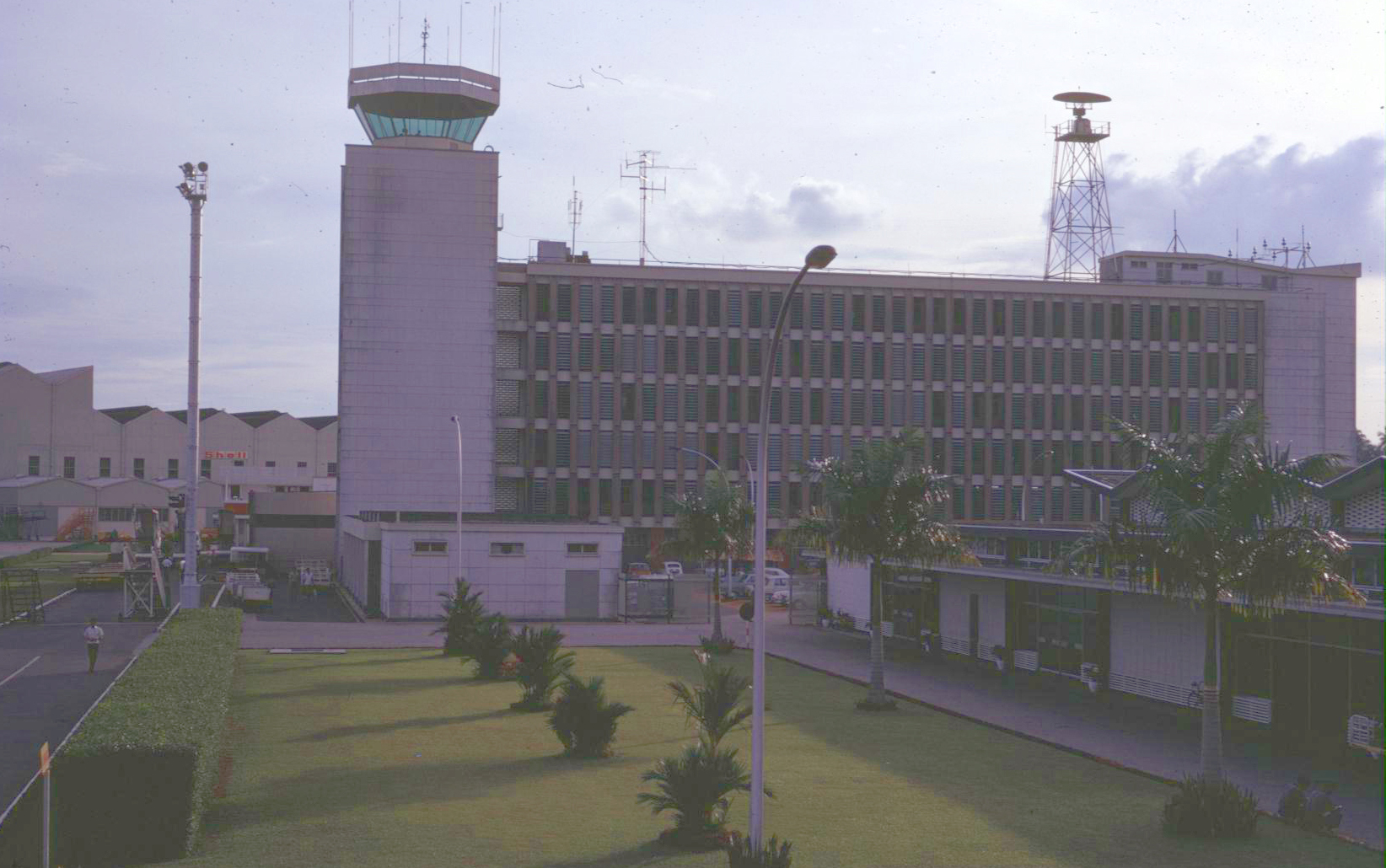
パヤレバー空港は、現在はシンガポール空軍の空軍基地となっている。

しかしその後2月6日に、日本赤軍とPFLPによる在クウェート日本大使館占拠事件が発生し、在クウェート日本大使以下12人の大使館員を人質にした上で、シンガポール事件の犯人4人の武装したままでの国外出国を要求したことから状況が一変した。
その後2月7日には、日本政府は急遽日本航空の特別機（ダグラス DC-8-62型機）をパヤレバー国際空港 (当時のシンガポール国際空港）に派遣し、これに合わせてシンガポール政府当局は4人を武装したまま日本航空機に搭乗させた。同機は同日未明に犯人グループ4人とシンガポール政府関係者、日本政府関係者、日本航空の代替乗務員らとともにクウェート国際空港に向かい、事件の舞台はクウェートに移ることとなった。
なお、クウェート政府は当初日本航空特別機の自国領土内への受け入れを拒否した ものの、日本大使館占拠事件の犯人グループの搭乗後に直ちに離陸することを条件にこれを受け入れた。またシンガポール事件の犯人グループはクウェート離陸後にイラクへ向かうことを要求したものの、イラク政府はこれを拒否した。

### その後
シンガポールを発った日本航空特別機は、2月8日の朝にクウェート国際空港へ着陸した。その後シンガポール事件の犯人グループは、クウェート政府当局者や仲介役となったパレスチナ解放機構（PLO）関係者、日本航空特別機の機長立会いのもとで武装解除した。
その後日本航空特別機は、シンガポール事件と日本大使館占拠事件の犯人グループ、日本政府とPLO関係者、日本航空の代替乗務員らを乗せた上で、犯人受け入れを表明した南イエメンのアデンへ向かい現地で投降した。なお投降した両事件の犯人グループは、その後南イエメン政府の黙認の元逃亡した。
同年2月8日、PLO執行委員会はPFLPが関与したシンガポール事件などを非難するとともに、PFLPに対してPLOメンバーの資格停止措置を決定した。